# علم المناعة الإنجابية
هو أحد فروع الطب التي تهتم بدراسة التفاعلات (إن وجدت) بين الجهاز المناعي و بين الأعضاء المرتبطة بالجهاز التناسلي مثلːالاستجابة المناعية للحامل تجاه الجنين أو التفاعلات المناعية التي تحدث عبر الحاجز الدموي للخصية.
تم وضع هذا المفهوم من قبل عيادات الخصوبة لتفسير المشاكل المتعلقة بالإخصاب والإجهاض المتكرر و صعوبات الحمل التي لوحظت كنتيجة عدم تحقيق هذه الحالة من الاستجابة المناعية.

## ما بين الأم و الجنين
بخلاف ما يحدث في زراعة الأعضاء الغير متطابقة، فإن النظام المناعي للأم يلعب دورا هاما في عملية الحمل من حيث تقبل جسم الأم لنسيج الجنين-باعتباره جسم شبه غريب عن جسدها-أو رفضه. كما تلعب المشيمة دورًا مهمًا في حماية الجنين من هجوم/ رفض الجهاز المناعي للأم وهناك دراسات تؤيد فرضية أن بروتينات السائل المنوي قد تساهم في رفع الاستجابة المناعية للأم تجاه الحمل و بالتالي منع حدوث تسمم الحمل بشكل كبير.

## الخلايا المنوية داخل الذكور
اكتشف العالمان ويلسون و روميك وجود الأجسام المضادة لمهاجمة الحيوانات المنوية في الرجال الذين يعانون من العقم عام 1954م حيث لوحظ ارتفاع حالات المناعة الذاتية للحيوانات المنوية عندهم والتي يرجح أنها سبب إصابتهم بالعقم.

## لقاح مناعي لمنع الحمل
تخضع عديد من التجارب لاختبار فاعلية هذا اللقاح الذي يمنع اختراق(اندماج) الحيوان المنوي بالمنطقة الشفافة المحيطة بالبويضة.يجري حاليا اختبار اللقاح علي الحيوانات و يأمل الباحثون أن يكون فعالا في البشر أيضًا.